# エクセラン高等学校
エクセラン高等学校（エクセランこうとうがっこう）は、長野県松本市にある私立高等学校である。建学の精神に基づき、全校生徒による園芸活動が行われている。長野県唯一の美術科を有する。

## 設置学科
- 普通科
  - 園芸農業コース
  - 環境科学コース
  - 生活文化コース
  - 国際理解コース
- 美術科（専攻別）
  - 絵画
  - 彫刻・工芸
  - デザイン・メディア
  - コミュニケーションアート
- 福祉科
  - 福祉コース

## 沿革
- 1952年4月15日 - 文化華道学院として開校。
- 1953年6月2日 - 松本高等家政学校に改称。
- 1960年4月1日 - 昭和高等実業学校に改称。
- 1968年12月6日 - 昭和園芸高等学校の設置認可。
- 1969年4月1日 - 昭和園芸高等学校として改編。普通科を設置。
- 1996年11月30日 - 松本市都市景観賞受賞。
- 1999年4月1日 - エクセラン高等学校に改称。美術科を設置。
- 2001年4月1日 - 福祉科を設置。
- 2003年11月1日 - 創立50周年式典を挙行。
- 2005年12月13日 - 長野大学と高大交流に関する協定締結。

## 交通
- 東日本旅客鉄道篠ノ井線、アルピコ交通（通称・松本電鉄）上高地線：松本駅徒歩30分